# Doassansia alismatis
Doassansia alismatis är en svampart som först beskrevs av Christian Gottfried Daniel Nees von Esenbeck, och fick sitt nu gällande namn av Cornu 1883. Doassansia alismatis ingår i släktet Doassansia och familjen Doassansiaceae.   Inga underarter finns listade i Catalogue of Life.